# Seznam poljskih arhitektov
Seznam poljskih arhitektov.

## A
- Chrystian Piotr Aigner

## B
- Piotr Beber
- Bartholommeo Berecci (it.-polj.)
- (Max Berg) (Nemec)
- Barbara Bielecka

## C
- Franciszek Chelminski
- Adolf Ciborowski (1919 – 1987)
- Stefan Cybichowski

## F
- Francesco Fiorentino (it.-polj.)

## G
- Jerzy Hubert Gierowski
- Zygmunt Gorgolewski
- Santi Gucci (it.-polj.)
- Mateo Gucci (it.-polj.)

## J
- Krzysztof Jaraczewski

## K
- Piotr Kowalski

## L
- Bohdan Lachert (1900 – 1987)
- Marian Lalewicz
- Gustaw Landau-Gutenteger (jud.-polj.) (1862 – 1924)

## M
- Franciszek Mączyński
- Enrico (Henryk) Marconi (it.-polj.)
- Leandro Marconi (1834 – 1919) (it.-polj.)
- Leonard Marconi (it.-polj.)
- Romuald Miller
- Maciej Moraczewski
- Bernardo Morando (it.-polj.)

## N
- Zygmunt Jan Novák (krajinski)

## O
- Joanna Onyszkiewicz

## P
- Karola Piotrowska

## S
- Ryszard Semka (1925 – 2016)
- Jan Słyk
- Karol Stryjeński
- Tadeusz Stryjeński
- Adolf Szyszko-Bohusz (1883 – 1948)

## W
- Zbigniew Wacławek (1917 – 1987)
- Paweł Wędziagolski
- Stanisław Witkiewicz
- Antoni Wiwulski
- Stefan Wrona

## Z
- Wiktor Zin